# Бухен
Бухен (нім. Buchen) — місто в Німеччині, знаходиться в землі Баден-Вюртемберг. Підпорядковується адміністративному округу Карлсруе. Входить до складу району Неккар-Оденвальд.
Площа — 138,99 км2. Населення становить 17 773 ос. (станом на 31 грудня 2020).